# Ptinus kruperi
Ptinus kruperi is een keversoort uit de familie klopkevers (Ptinidae). De wetenschappelijke naam van de soort werd in 1929 gepubliceerd door Maurice Pic.